# حصار (فیلم)
حصار (فیلم) فیلمی به کارگردانی حسن محمدزاده و نویسندگی فضل‌الله فعال نوری ساختهٔ سال ۱۳۶۲ است.

## بازیگران
- جیران شریف
- مرتضی نجفی
- احمد مظلومی
- یوسف صمدزاده
- سیدمیرزا موسوی زمانی
- جمشید سبیلان
- حسین نمازی
- ایوب رضایی
- محمدعلی خجسته
- عزیز ابراهیمی
- علی نجفی
- محمود رضاپور
- نوح علی نجفی